# Wapen van Zandleij

Het wapen van het waterschap De Zandleij

Het wapen van De Zandleij werd op 3 juli 1968 per Koninklijk Besluit nummer 9 aan het Noord-Brabantse waterschap de Zandleij verleend. Het wapen bleef tot 1992 in gebruik, dat jaar fuseerde het waterschap met een aantal andere waterschappen tot De Dommel.

## Blazoenering
De blazoenering van het wapen luidt als volgt:
Gedeeld; I van azuur beladen met twee gegolfde schuinbalken van zilver; II doorsneden, boven in sabel een uitgerukte eik van goud, dragende vijf bladeren van goud en vier eikels van keel; onder gedeeld en vervolgens gegeerd van tien stukken van keel en goud. Het schild gedekt met een gouden kroon van drie bladeren en twee paarlen.
Het wapen is verticaal gedeeld. Het eerste deel, heraldisch rechts en dus voor de kijker links, is blauw van kleur met daarop twee zilveren golvende schuinbalken die van rechtsboven naar linksonder lopen. Het tweede deel is doorsneden, dus horizontaal gedeeld, het eerste deel is zwart met daarop een gouden eikenboom. De boom heeft vijf bladeren en vier rode eikels. Hoewel de eikels rood zijn, en daarmee kleur op kleur, wat een raadselwapen zou veroorzaken, is het in dit geval wel toegestaan als zijnde een deel van het wapenstuk. Het onderste deel is gegeerd, het is opgedeeld in soort van taartpunten, van tien stukken waarvan vijf rood en vijf goud. Op het schild staat een gravenkroon.